# Osterfeld (Sachsen-Anhalt)
Osterfeld ist eine Stadt im Burgenlandkreis in Sachsen-Anhalt. Sie ist Sitz der Verbandsgemeinde Wethautal.

## Geographie
Osterfeld liegt im Süden von Sachsen-Anhalt, südöstlich von Naumburg (Saale) unmittelbar an der Landesgrenze zu Thüringen. Nachbargemeinden sind Mertendorf, Stößen, Meineweh und Droyßig im Burgenlandkreis sowie die thüringischen Gemeinden Schkölen und Heideland im Saale-Holzland-Kreis.

### Stadtgliederung

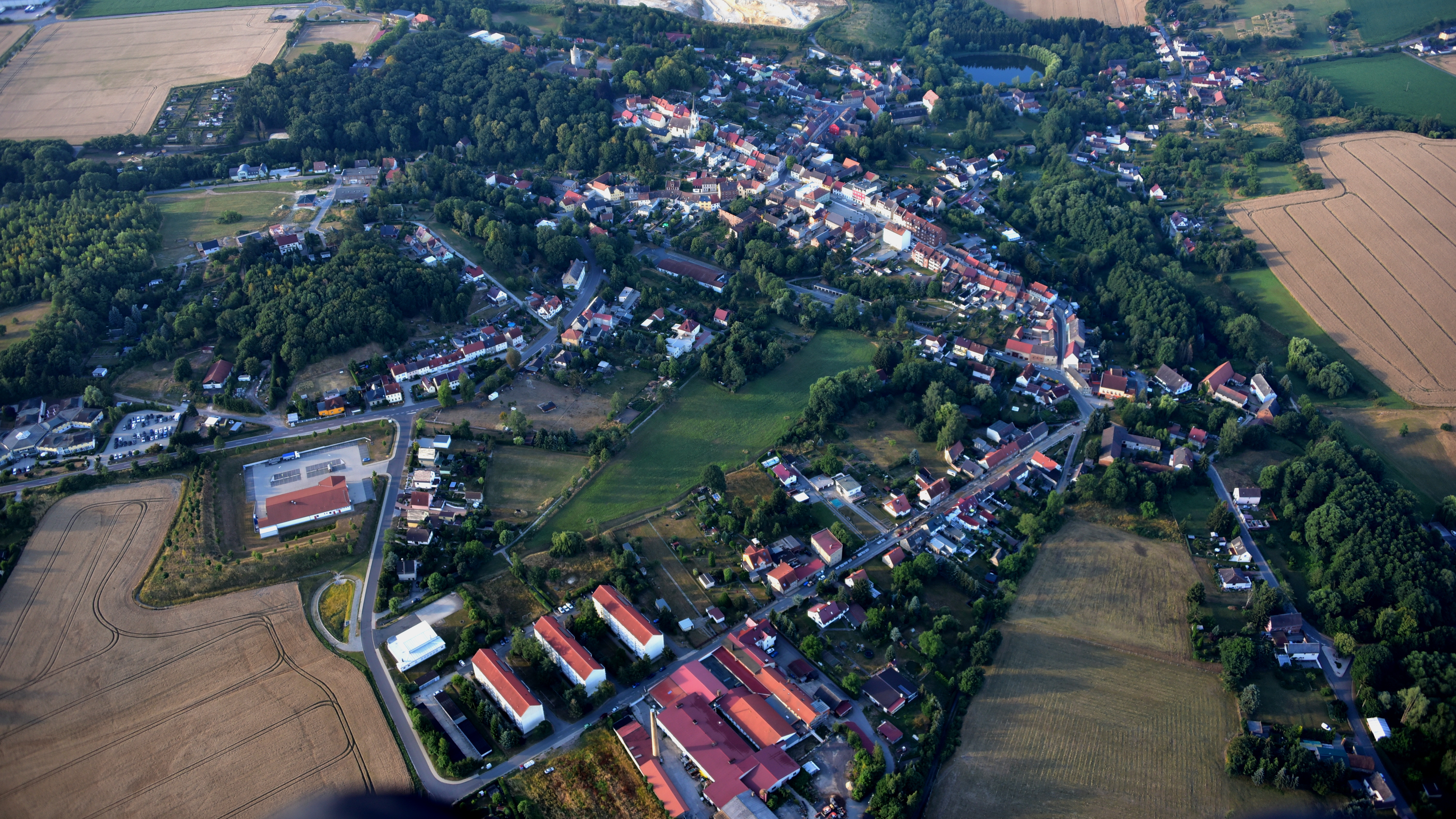
Osterfeld, Luftaufnahme (2018)

Zu Osterfeld gehören die Ortsteile:
| - Goldschau - Haardorf - Kaynsberg - Kleinhelmsdorf | - Osterfeld - Roda - Waldau - Weickelsdorf |

### Klima

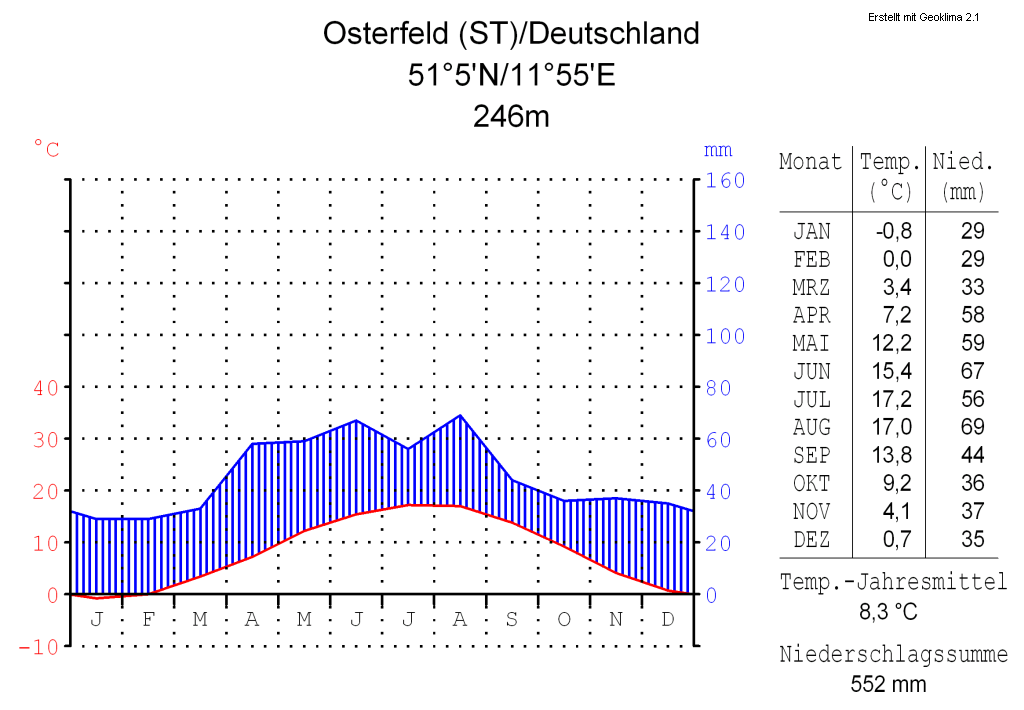
Klimadiagramm von Osterfeld

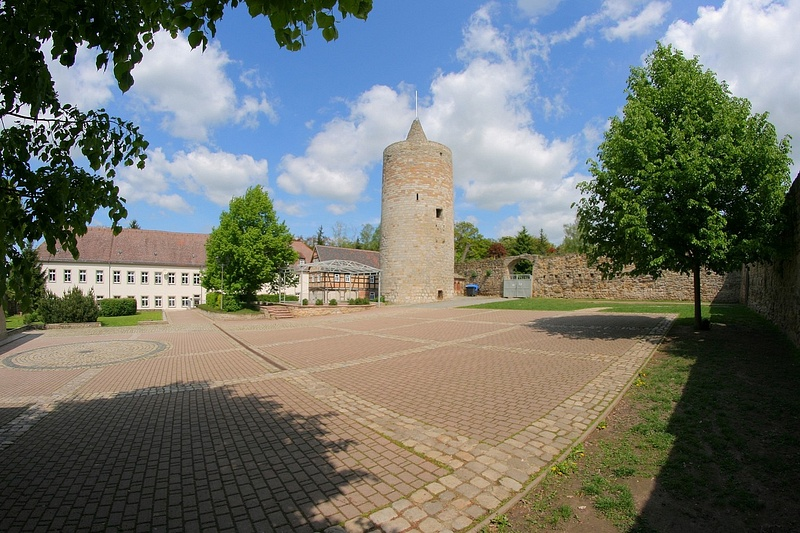
Burghof mit Bergfried „Matzturm“

Die durchschnittliche Lufttemperatur in Osterfeld beträgt 8,3 °C, der jährliche Niederschlag 552 Millimeter.

## Geschichte

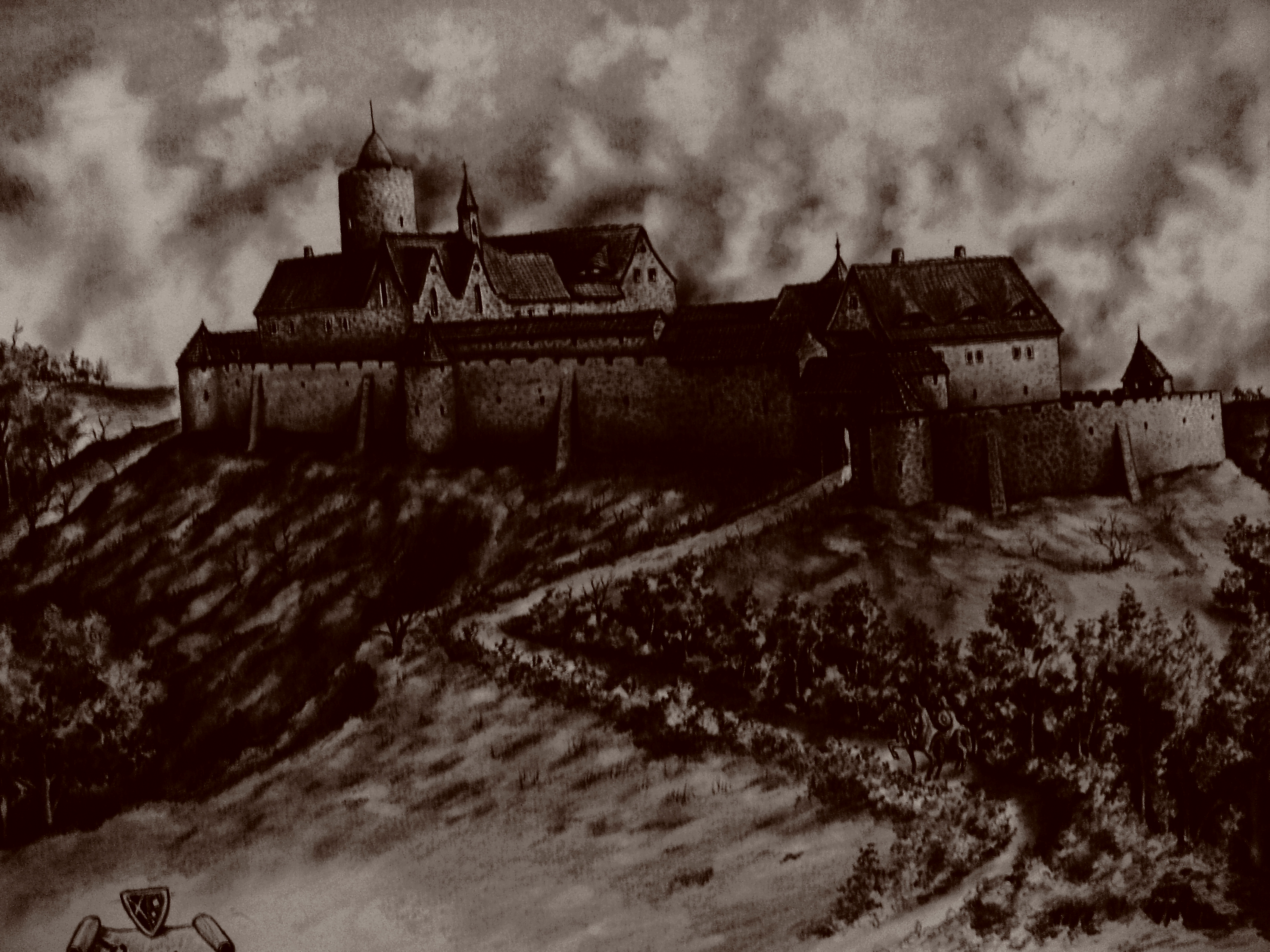
Burg Osterfeld im 15. Jahrhundert

Die Geschichte der Stadt reicht bis ins Mittelalter zurück. Am Standort der Burg Osterfeld ist eine slawische Wallburg aus dem 6. Jahrhundert nachgewiesen. Im 11. und 12. Jahrhundert wurde die Anlage umfangreich ausgebaut. Der alte Burgfried (im Volksmund Matzturm), die Umfassungsmauern und Wallreste sind erhalten geblieben. Die Burg war Sitz der Grafen von Osterfeld, die mit Hermann I. im Jahr 1215 erstmals erwähnt werden. Nach Ansicht von Gerhard Genz war Osterfeld davor Zentrum des Gaues Butzin und unterstand Wiprecht von Groitzsch. Auf der Bezeichnung des Gaues soll der Name des heutigen Stadtteiles Pitzschendorf beruhen.
In einer am 14. September 1114 ausgestellten Urkunde wird erstmals der heutige Stadtteil Lissen als „Lizni“ benannt.
1198 erfolgt in einer Urkunde von Markgraf Dietrich von Meißen für das Kloster Lausnitz die Ersterwähnung Osterfelds, abgeleitet vom Namen des in dem Dokument benannten Volkramus de Ostervelt. Burg und Burgkapelle, in welcher der Probst von Lissen Gottesdienst verrichten soll, wurden erstmals 1280 genannt. 1335 wurden die Stadt und die Burg, Castrum et oppidum Ostirvelt, in einer Naumburger Urkunde gemeinsam genannt.
Pitzschendorf findet 1349 erstmals als „Buczendorf“ urkundliche Erwähnung, in anderen Dokumenten dieser Zeit ist ferner die Bezeichnung „Butkindorf“ enthalten.
Für das Jahr 1515 sind das älteste Siegel sowie die erste urkundliche Erwähnung des Marktes nachgewiesen. 1565 erhielt die Stadt von Kaiser Maximilian II. das Recht, zusätzlich zwei Jahrmärkte abzuhalten.
Während es in der Umgebung Osterfeld im Rahmen des Deutschen Bauernkrieges zu Erhebungen kam, beteiligte sich die Bevölkerung der Stadt nicht daran.
1536 brach ein vermutlich durch Brandstiftung entstandenes Feuer aus; es konnte von Einheimischen gelöscht werden.
In den Jahren 1552, 1566, 1611 und 1612 wurde die Stadt von Pestepidemien heimgesucht.
Seit der ersten Hälfte des 17. Jahrhunderts ist der Ortsname in der heutigen Schreibweise nachweisbar.
Zu Ostern 1639, während des Dreißigjährigen Krieges (1618–1648), brannten schwedische Truppen nahezu die komplette Stadt ab, nachdem die geforderte Kontribution in Höhe von 280 Talern nicht entrichtet wurde. Ein weiterer Stadtbrand wütete am 30. März 1730.
Während der Revolutionen 1848/1849 unterstützte der Osterfelder Bürgermeister Scharf die revolutionären Aktivitäten vor Ort. Er wurde 1849 seines Amtes enthoben.
Während der Novemberrevolution (1918) nach dem Ende des Ersten Weltkrieges bestand kurzzeitig ein städtischer Arbeiter- und Soldatenrat. Während des Kapp-Putsches (März 1920) kam es in der Stadt zu Gefechten, bei denen acht Menschen starben. Darunter befand sich auch Bürgermeister Paul Jaekel, der sich auf die Seite der rechtsextremen Kräften gestellt hatte.
Mit Alfred Pape wurde am 23. April 1932 in Osterfeld zum ersten Mal in der Provinz Sachsen ein NSDAP-Mitglied zum Bürgermeister gewählt.
Am 1. April 1938 wurden Lissen und Pitzschendorf in die Stadt Osterfeld eingemeindet. Nach einer 3-monatigen Übergangszeit trat dort zum 1. Juli das Osterfelder Ortsrecht in Kraft.
Osterfeld gehörte in der DDR dem Kreis Zeitz an, der dem Bezirk Halle eingegliedert war. Der Ort trug die Gemeindenummer 082023. Bis zum Jahr 1972 war die Einwohnerzahl Osterfelds auf 2.077 angewachsen. Ab dem 2. Mai 1975 war die Stadt zugleich der Sitz des Gemeindeverbandes Osterfeld, dem auch die damaligen Gemeinden Goldschau, Waldau, Kleinhelmsdorf, Weickelsdorf, Meineweh und Unterkaka abgehörten.
Am 1. Januar 2010 wurden die Gemeinden Goldschau, Heidegrund und Waldau in die Stadt Osterfeld eingegliedert.

## Sehenswürdigkeiten

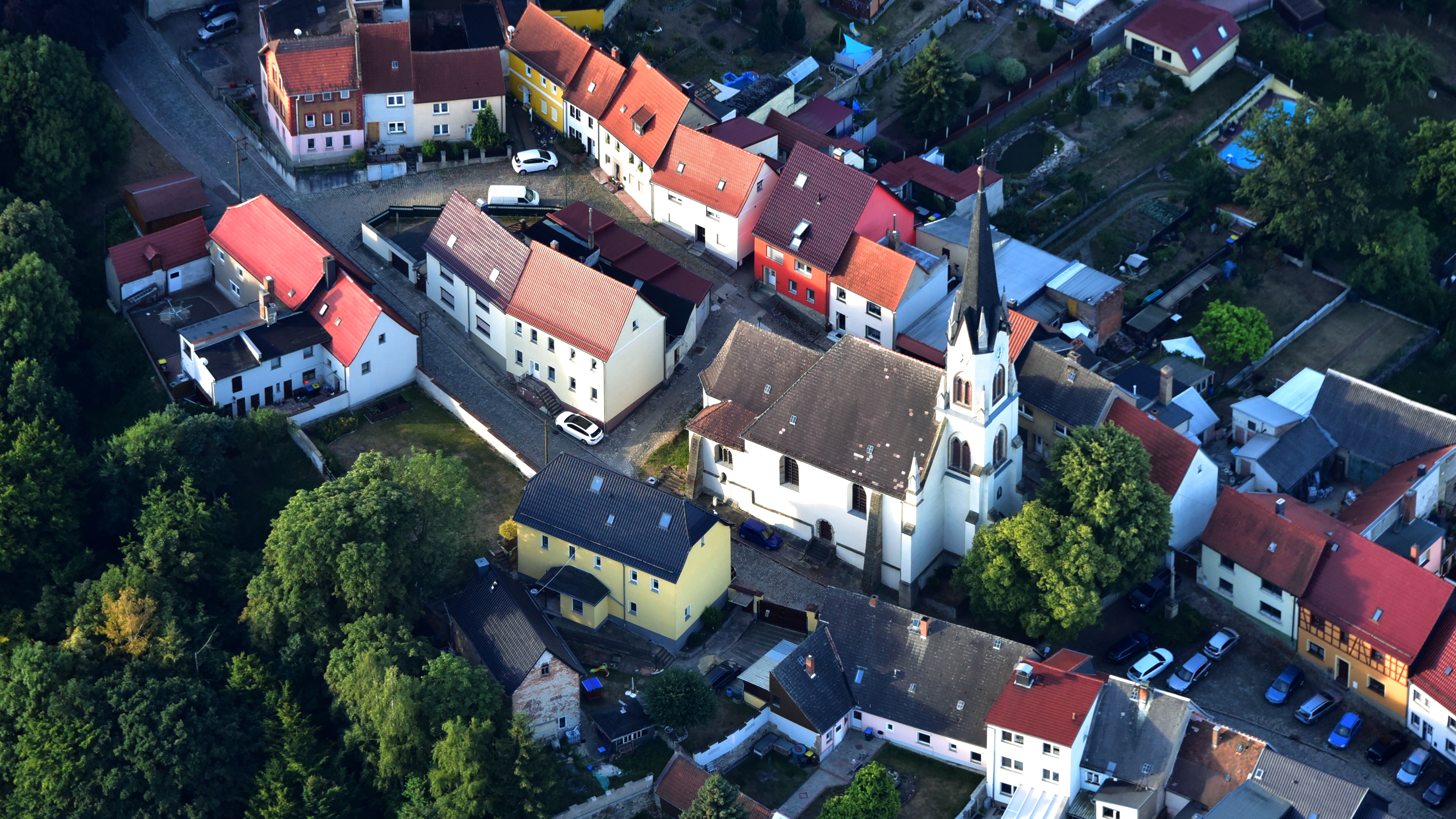
Lutherkirche, Luftaufnahme (2018)

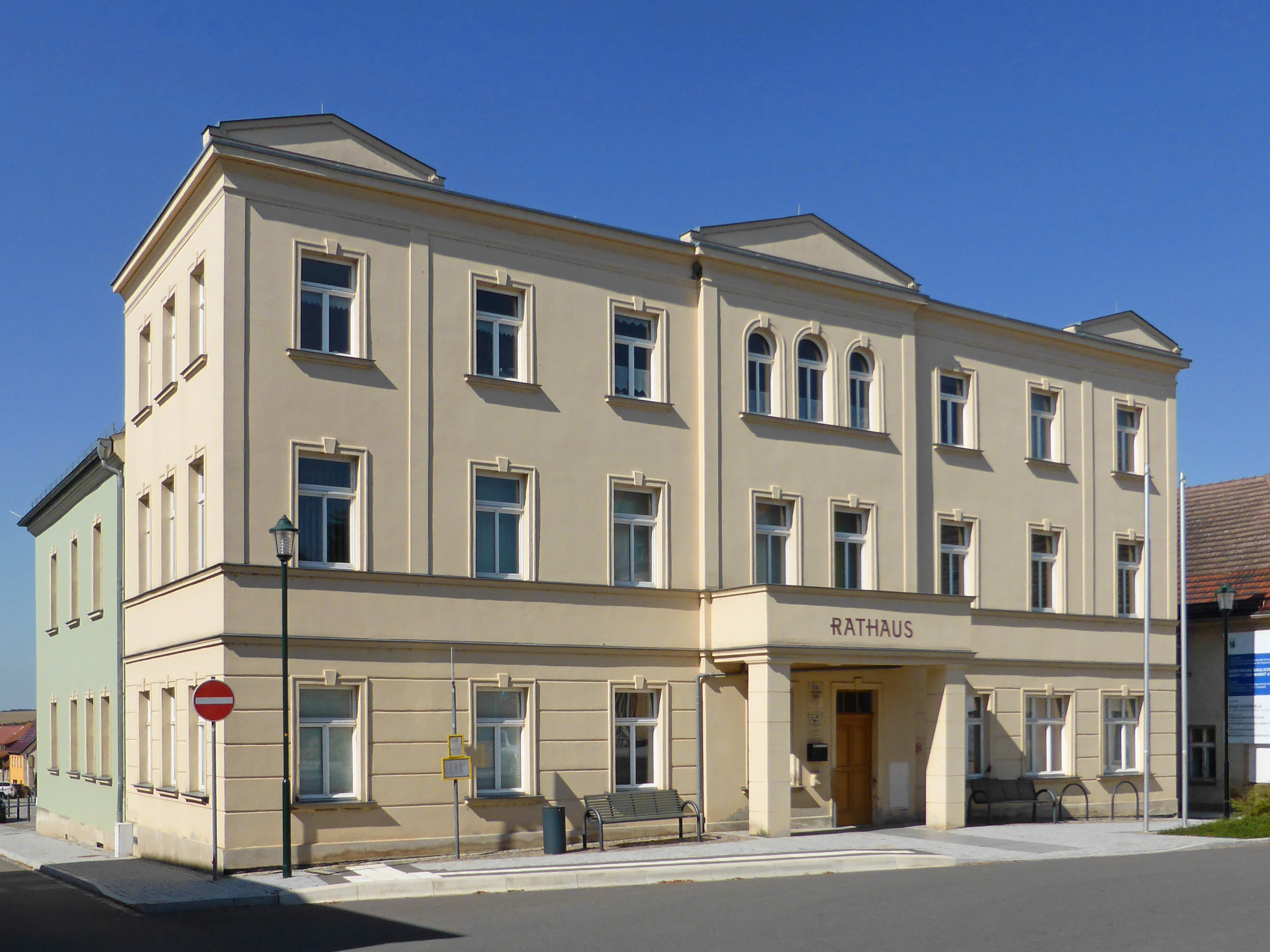
Rathaus

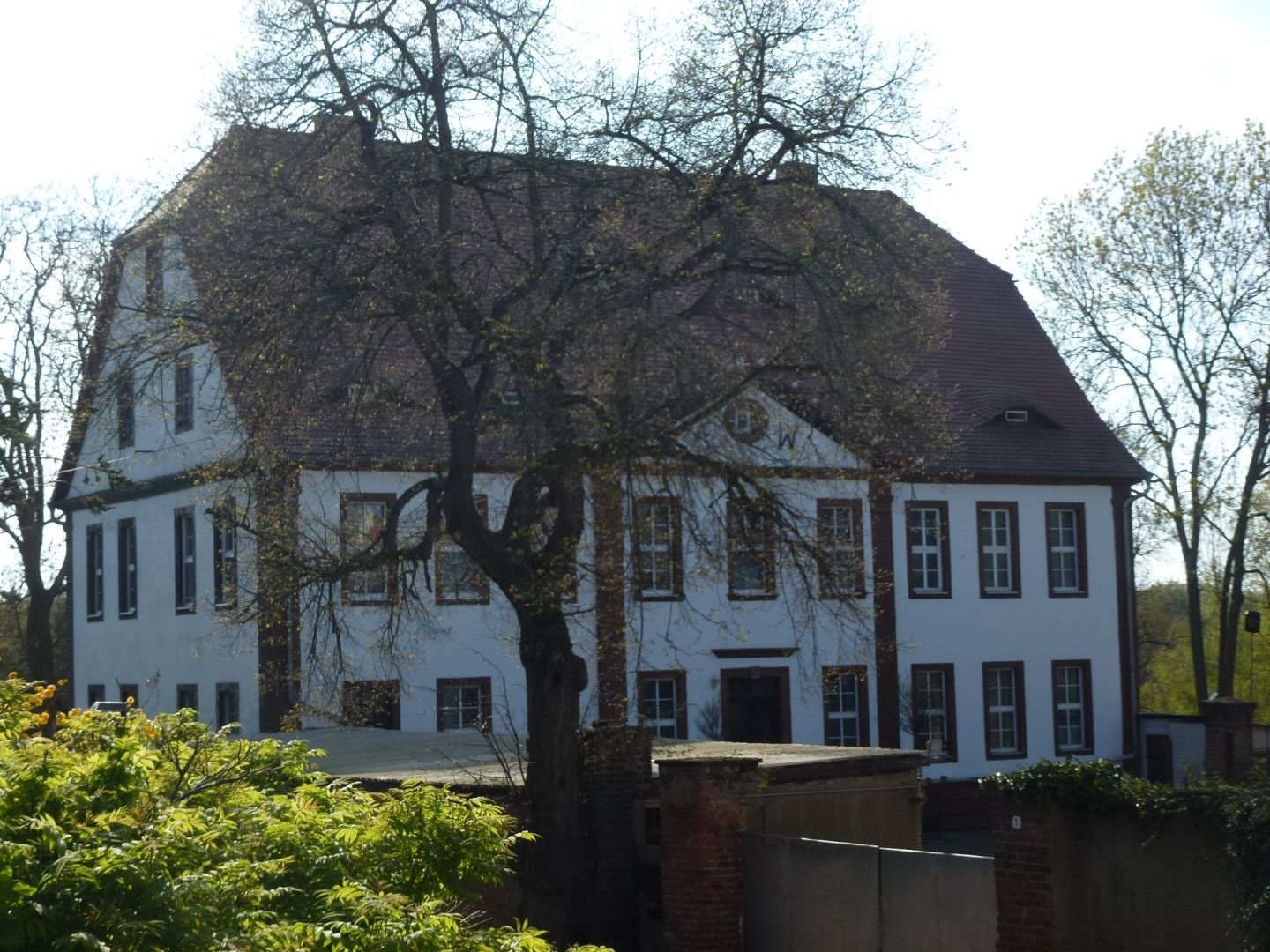
Herrenhaus im Stadtteil Pitzschendorf

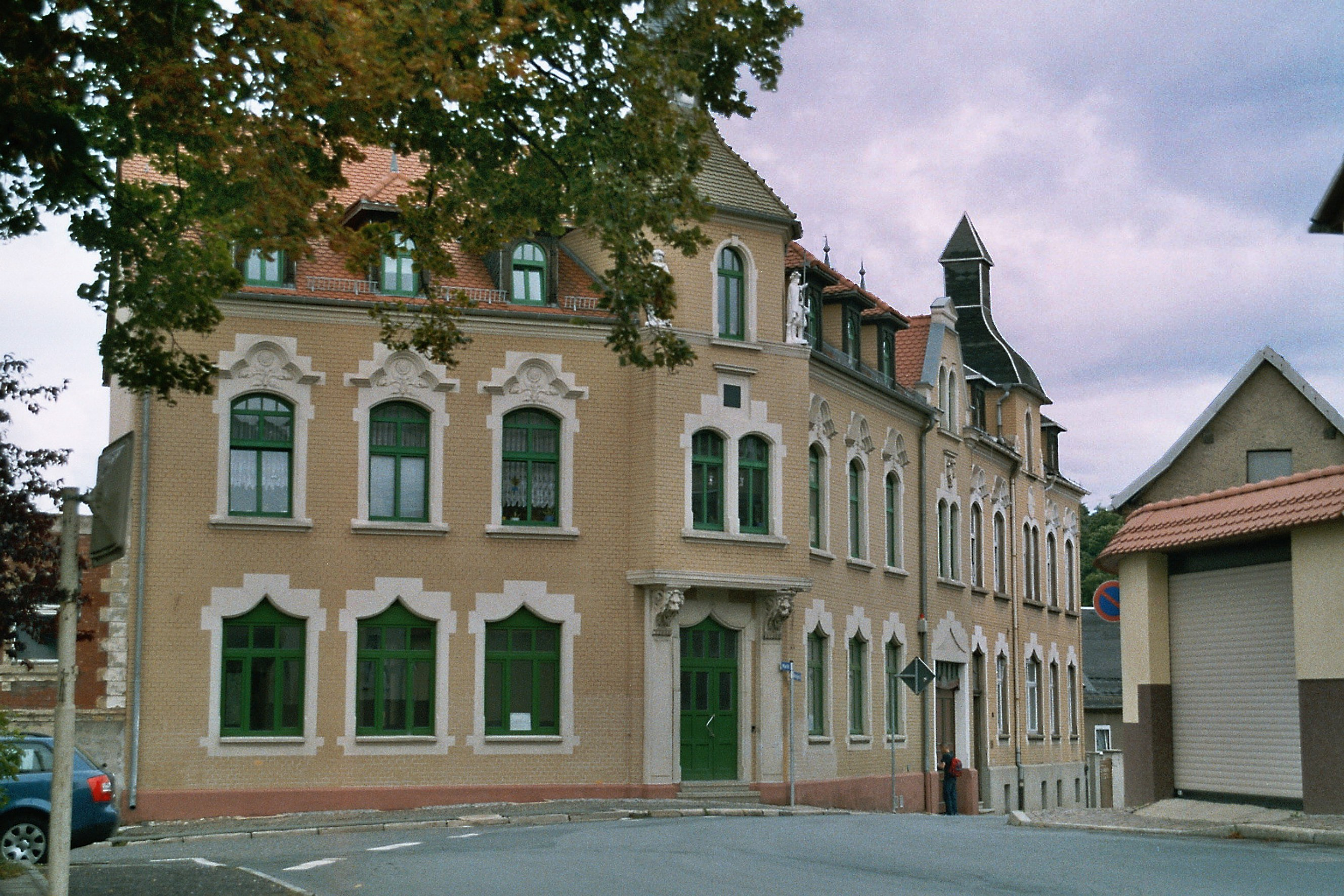
Haus an der Rinnegasse

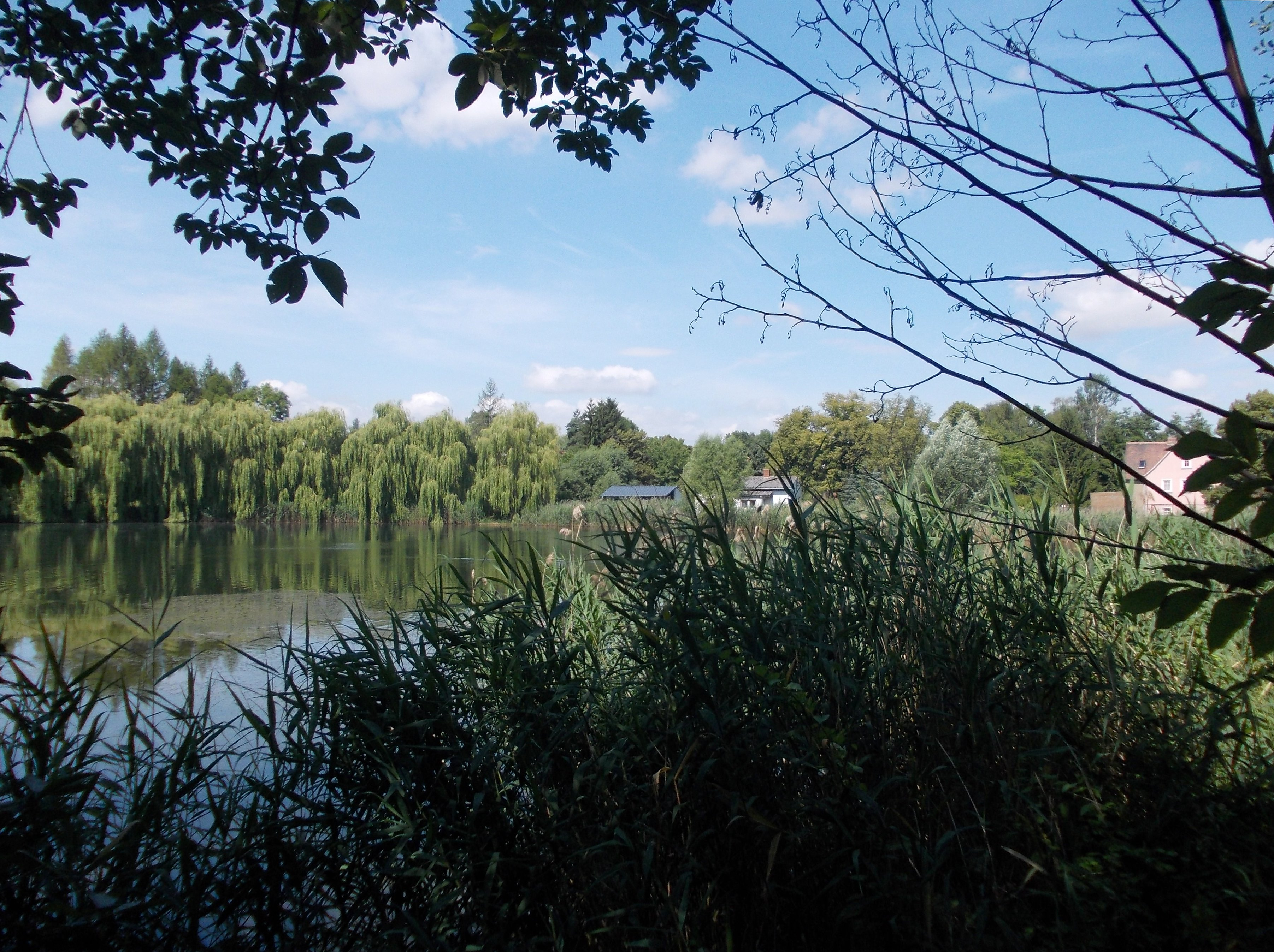
Teich

- Die Burg Osterfeld befindet sich hoch über der Stadt auf einem Gelände, wo bereits im 6. Jahrhundert eine slawische Wallburg stand.
- Im Stadtzentrum befinden sich der Marktplatz mit dem historischen Rathaus und die evangelische Lutherkirche.
- Barockes Herrenhaus mit Fledermausgauben
- Haus an der Rinnegasse
- Teich am Abzweig der Straße nach Waldau
- Im Thälmann-Park befindet sich ein Gedenkstein für die Opfer des Faschismus.

## Politik

### Stadtrat
Der Stadtrat von Osterfeld setzt sich aus 14 Ratsmitgliedern zusammen. Sie verteilten sich nach der Kommunalwahl vom 25. Mai 2014 bei einer Wahlbeteiligung von 54,8 % folgendermaßen auf die einzelnen Wahlvorschläge:
| Partei / Liste | Stimmenanteil | Sitze | Änderung Sitze |
| CDU            | 39,4 %        | 6     | −1             |
| SPD            | 23,5 %        | 3     | ±0             |
| FDP            | 0,9 %         | 0     | ±0             |
| Wählergruppen  | 25,5 %        | 3     | −1             |
| Einzelbewerber | 10,6 %        | 2     | +2             |
| Gesamt         | 100 %         | 14    |                |

### Bürgermeister
Der ehrenamtliche Bürgermeister Hans-Peter Binder wurde am 13. März 2016 gewählt.

### Wappen
| Wappen von Osterfeld | Blasonierung: „In Silber zwei einander zugewendete nimbierte Heilige, vorn Petrus im blauen Gewand, einen goldenen Schlüssel in der Rechten und ein rotes Buch in der Linken, hinten in grünem Ornat ein Bischof mit Mitra, einen roten Stab in der Rechten und einen goldenen Krummstab in der Linken haltend, zu Füßen der beiden Heiligen ein Silberschild, darin ein roter Adler.“ |
| Wappen von Osterfeld | Wappenbegründung: Das aus Siegeln des 16. Jahrhunderts entstandene Stadtwappen zeigt den Heiligen Petrus (Schutzpatron des Bistums Naumburg) und einen Bischof (Schutzpatron der Kapelle der Osterfelder Burg) hinter einem Adlerschild. |

### Flagge
Die Flagge der Stadt Osterfeld zeigt die Farben Grün - Gelb.

## Infrastruktur

### Wirtschaft
Spätestens seit dem 16. Jahrhundert bestanden in Osterfeld Innungen für verschiedene Handwerksberufe.
1852 wurde die Stadtsparkasse Osterfeld gegründet, heute untersteht die örtliche Filiale der Sparkasse Burgenlandkreis.
Ab 1860 bestand eine Postexpedition. Das Postamt Osterfeld schloss am 29. September 1995.
Am 1. Oktober 1878 wurde erstmals die Osterfelder Zeitung ausgegeben.
Von Mitte der 1950er Jahre an wurde am südwestlichen Stadtrand von Osterfeld roter Ton abgebaut, der wegen der darin enthaltenen weißen Flocken Flammenton genannt wurde. Es waren die einzigen bekannten Vorkommen in der DDR. Der Rohstoff wurde in Boizenburg/Elbe zu Fliesen gebrannt, die ein wichtiges Exportgut der DDR darstellten und u. a. bei der Verkleidung von Wänden in der Metro Moskau Verwendung fanden. Die Abbaumenge betrug in den 1970er Jahren bis zu 6.000 Tonnen jährlich, aufgrund der Erschöpfung der Vorkommen wurde die Förderung aber 1978 eingestellt. Das Restloch diente danach als Fischteich und Naherholungsanlage.

### Verkehr

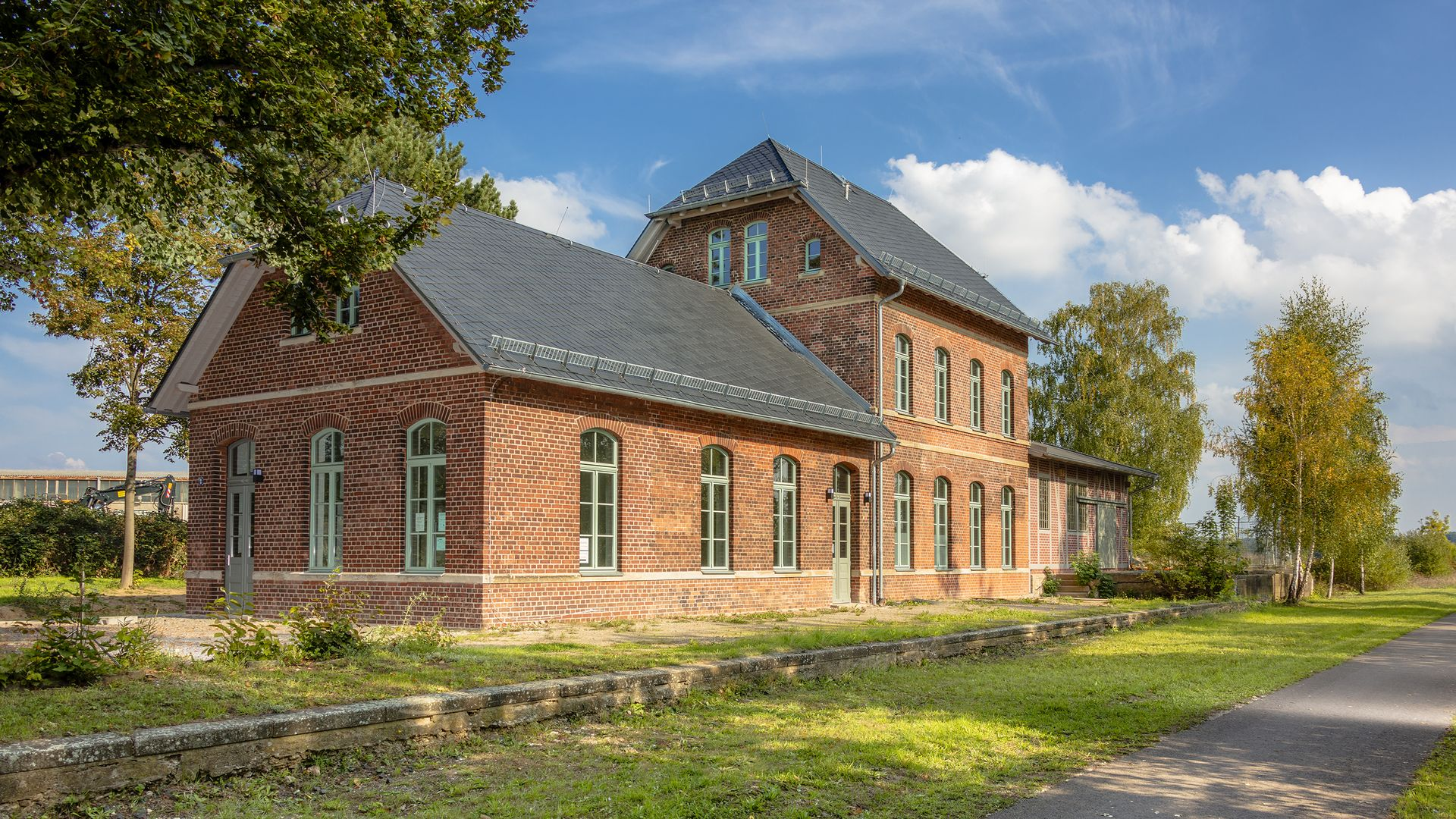
Ehemaliger Bahnhof Osterfeld, heute „Jugend-, Freizeit- und Bildungszentrum“ der VGem Wethautal

Die 38 km lange Bahnstrecke Zeitz–Camburg wurde am 1. Mai 1897 eröffnet und im Jahr 2000 endgültig stillgelegt.
Aus der alten Strecke entstand zwischen Zeitz und Schkölen ein Bahntrassenweg. Er ist zwischen Osterfeld und Zeitz Teil der Saale-Elster-Unstrut-Rad-Acht.

### Bildung

#### Schulgeschichte
Als erster bekannter Schulmeister ist Caspar Andreas im Jahr 1555 genannt. Er war zugleich Stadtschreiber und versah später das Amt des Pfarrers in Goldschau.
Ab 1569 genoss die Stadt das Anrecht auf eine Schülerfreistelle in Schulpforta für einen gebürtigen Osterfelder.
Bis 1835 war Kantor Carl Heinrich Gerlach, Vater des Philosophen Gottlieb Wilhelm Gerlach, über 55 Jahre Lehrer in Osterfeld.
Durch die Eingemeindung Lissens 1938 entstand eine achtklassige Schule mit 8 Lehrern, zuvor hatten in Osterfeld und Lissen je getrennte Einrichtungen bestanden. Infolge des Zweiten Weltkrieges wurde der Schulbetrieb unterbrochen, zum 1. September 1945 aber wieder aufgenommen.

#### Heutige Bildungseinrichtungen
Das Gelände der Burg Osterfeld beherbergt eine Grundschule, in der im Schuljahr 2014/2015 89 Schüler unterrichtet werden.

### Kultur und Sport
1904 wurde erstmals das nur alle 25 Jahre gefeierte Stadtfest begangen.
1987 ging in Osterfeld die erste Kegelbahn mit Kunststoffbelag in der DDR in Betrieb.
Der Ort ist Sitz mehrerer Vereine.

## Religion

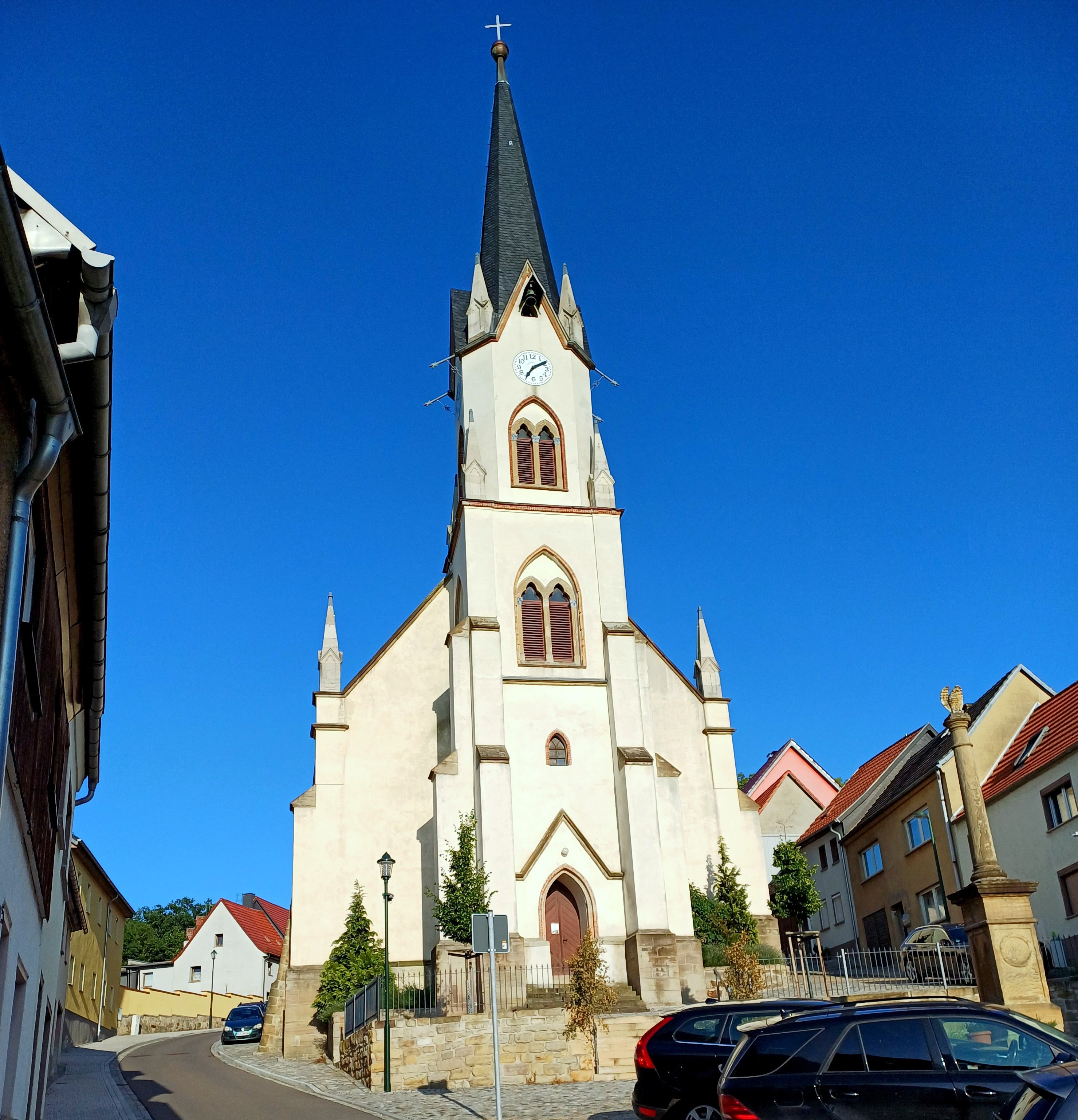
Lutherkirche in Osterfeld

Zur Burganlage gehörte eine Kapelle, die noch bis mindestens 1537 bestand.
Die 1216 erstmals erwähnte Kirche zu Lissen wurde von 1256 bis 1280 im gotischen Stil umgebaut, die Basilika weist aber noch Reste des romanischen Vorgängerbaus auf. 1298 wird das Mönchskloster Lissen, eine Zelle des Klosters Reinhardsbrunn, erstmals urkundlich genannt. Aus diesem ging nach der Auflösung eine Pfarrkirche hervor, die gleichfalls Reinhardsbrunn unterstand. 1539 wurde das Kirchspiel Lissen im Zuge der Reformation evangelisch, Pfarrer Anton Zimmermann ersetzte den katholischen Propst Johann Tuntz. Zur Kirchgemeinde gehörten neben Lissen noch Osterfeld, Pitzschendorf, Pauscha und Corseburg, später unterstand der Pfarrkirche lediglich die Filiale in Haardorf. Das in Lissen gelegene Pfarrhaus entstand 1691 auf zum alten Kloster gehörigen Kellerresten. Lissen war von 1838 bis 1941 Sitz einer Superintendentur.
Am 7. April 1574 erfolgte nach fast 5-jähriger Bauzeit die Einweihung der Osterfelder Kirche durch den Zeitzer Superintendenten Peter Prätorius. Nach jahrelangen Bemühungen trennte sich Osterfeld 1575 kirchlich von Lissen, erster Pfarrer war bis 1582 Esaias Hellborn. Infolge des Stadtbrands von 1679 entstand ab 1682 ein neuer Kirchenbau, der 1735 eingeweiht wurde. 1895 erhielt das Gebäude seinen neugotischen Turm.
Nachdem sich im Zuge der Flucht und Vertreibung Deutscher aus Mittel- und Osteuropa 1945–1950 im durch die Reformation protestantisch geprägten Osterfeld wieder Katholiken niedergelassen hatten, wurde 1946 im bisher zur Kirchengemeinde Naumburg (Saale) gehörenden Osterfeld eine katholische Kirchengemeinde gegründet, die 1947 zur Kuratie der Pfarrei Naumburg erhoben wurde. Zunächst wurde in der evangelischen Lutherkirche eine katholische Kapelle eingerichtet. Nachdem verschiedene Bemühungen, für die Kirchengemeinde ein eigenes Gebäude zu erwerben, fehlschlugen, konnte 1954 im Stadtteil Pitzschendorf das Grundstück Bachstraße 39 angekauft werden, auf dem 1957/58 ein Pfarrhaus mit einer Kapelle erbaut wurde, die das Patrozinium St. Michael bekam. 1968/69 wurde die Kuratie zu einer Filialkirchengemeinde (Pfarrvikarie) erhoben. Da die Zahl der Gemeindemitglieder im Laufe der Zeit abgesunken war, wurde das Anwesen 2004 an privat verkauft, die Kapelle wurde jedoch weiter von der katholischen Gemeinde genutzt. Durch bischöfliches Dekret vom 14. September 2021 wurde die Kapelle profaniert, am 29. September 2021 fand der letzte Gottesdienst statt. Heute gehören Katholiken in Osterfeld wieder zur Pfarrei Naumburg.

## Persönlichkeiten

### Ehrenbürger
- 1937: Alfred Pape, NSDAP-Kreisleiter und Landrat[55]

### Söhne und Töchter des Ortes
- David Meder (1548–1616), Stiftsprediger und Generalsuperintendent in Öhringen
- Christian Schumann (1681–1744), evangelischer Pfarrer und Kirchenlieddichter
- Gottlieb Wilhelm Gerlach (1786–1864), Philosoph und Bibliothekar
- Adolf Emil Büchner (1826–1908), Dirigent, Kapellmeister und Komponist
- Eduard Oertel (1854–1933), Hufschmied und Fotograf, Vater von Curt Oertel
- Curt Oertel (1890–1960), Kameramann, Filmregisseur und Filmproduzent
- Günther Prien (1908–1941), Marineoffizier, U-Boot-Kommandant (U 47) im Zweiten Weltkrieg
- Gerhard Rehbein (1926–2013), Kommunikationswissenschaftler und Hochschullehrer

### Personen, die mit dem Ort in Verbindung stehen
- Stephan Riccius (1512–1588), Theologe, Schulmeister in Osterfeld
- Johann Siegmund von Osterhausen (1613–1679), Gerichts- und Lehnsherr von Osterfeld
- Alfred Pape (1903–?), Politiker (NSDAP), erst Stadtverordneter, dann Bürgermeister der Stadt
- Ellen Watteyne, Sängerin und Unterhaltungskünstlerin, lebte mit ihrem zweiten Ehemann in Osterfeld[56] (Mutter von Volkmar Jaeger)
- Gerhard Genz (1906–1980), Heimatforscher, Chronist von Osterfeld